# Raíz (botánica)

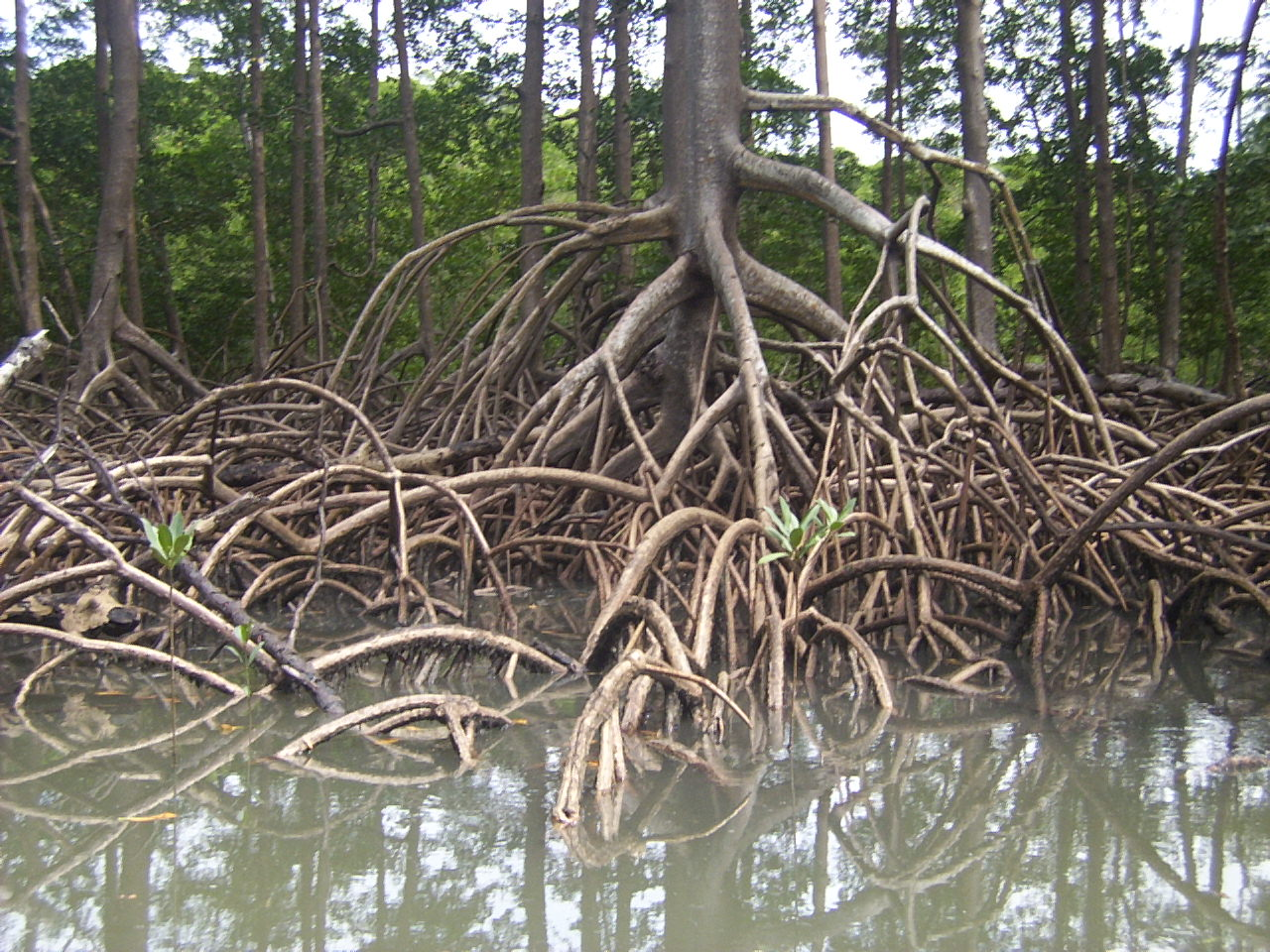
Raíces de un árbol de mangle (Rhizophora), Pará, Brasil.

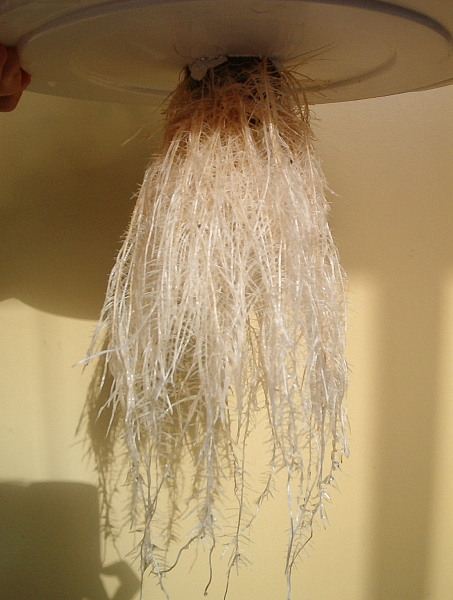
Raíces de una planta crecida en un sistema hidropónico

La raíz es el primer órgano embrionario que se desarrolla durante la germinación de la semilla. Se distingue primero con una porción poco diferenciada, que constituye la radícula. Esta, al desarrollarse, llega a constituir la raíz primaria, con su tejido de protección en la punta denominado cofia o caliptra. La raíz, como órgano de las plantas vasculares (con excepción de las Psilofitas), generalmente crece hacia el interior del suelo por presentar Geotropismo positivo y Fototropismo negativo. La raíz en conjunto con el tallo constituyen el eje principal de las plantas. Entre ellos no existe una separación clara, ya que ambos tienen un cilindro de tejido vascular incluido en el tejido fundamental. Sin embargo, la estructura de la raíz tiende a ser más simple que la del tallo debido a su hábitat subterráneo. Las características que la diferencian del tallo son la ausencia de clorofila, yemas, nudos, entre otros, pero hay excepciones, como las raíces adventicias del maíz, que sí llegan a formar pequeñas cantidades de clorofila, y raíces que poseen yemas adventicias, como las del camote, el manzano y algunos rosales.
Sus funciones principales son la de absorción de agua y sales minerales del suelo por medio de los pelos absorbentes, hasta la raíz donde son conducidos (savia bruta) hacia el tallo y hojas donde se transforman en compuestos orgánicos durante la fotosíntesis. Además las raíces fijan las plantas al suelo por medio de resistencia al doblez. Las raíces de muchas especies vegetales pueden realizar funciones de almacén de reservas alimenticias, por ejemplo: camote, jícama, remolacha, mandioca y muchas otras, las cuales se aprovechan para la alimentación humana.
Las raíces pueden ser primarias, secundarias y adventicias. Existen algunas excepciones dado que algunas raíces pueden ser epigeas (que se encuentran sobre el suelo) o aéreas (que están muy por encima del suelo o encima del agua). También existen excepciones con el tallo, dado que en algunas plantas los tallos crecen debajo del suelo. Esos tallos son llamados rizoma.

## Funciones de la raíz
- Anclaje. Es el caso de plantas que crecen en el suelo, según la granulometría del sustrato, la raíz se desarrolla y se ramifica más o menos. El aspecto de las raíces cambia de una planta a otra: una encina  tiene las raíces desarrolladas en profundidad, mientras que un álamo las desarrolla superficialmente. En el caso de las Tillandsias, las raíces están especializadas para cumplir solo la función de anclaje.
- La absorción del agua y de los nutrientes del suelo, y su transporte  al resto de la planta para su crecimiento y a las hojas para la fotosíntesis. El transporte se realiza por la presión en la raíz debida a la absorción del agua.
- Acumulación de reservas
- Soporte de asociaciones simbióticas complejas con los microorganismos (bacterias y hongos) que ayudan a la disolución del fósforo, a la fijación del nitrógeno atmosférico  y al desarrollo de las raíces secundarias.
- Creación de suelo. Las moléculas y enzimas segregadas por las raíces y sus relaciones simbióticas contribuyen a la formación de suelo. Las raíces de numerosos árboles segregan ácidos orgánicos bastante potentes para disolver piedras calizas y liberar el calcio y otros minerales útiles para las especies que producen y explotan el humus.
- Comunicación. Ciertas especies de árboles pueden unir sus raíces a las de árboles de la misma especie y así poner en común los recursos hídricos y nutritivos. Esta unión puede ayudar a un árbol gravemente herido a sobrevivir  y a resistir mejor la erosión de los suelos, pendientes y ribazos. Cuando la conexión no es directamente física, las comunicaciones pueden existir por medio del tejido micorrizado. Se ha descubierto que hileras de árboles, bosquetes y partes importantes de bosques pueden estar unidos, lo que hace suponer que se trata de una ventaja evolutiva importante.

## Partes de la raíz

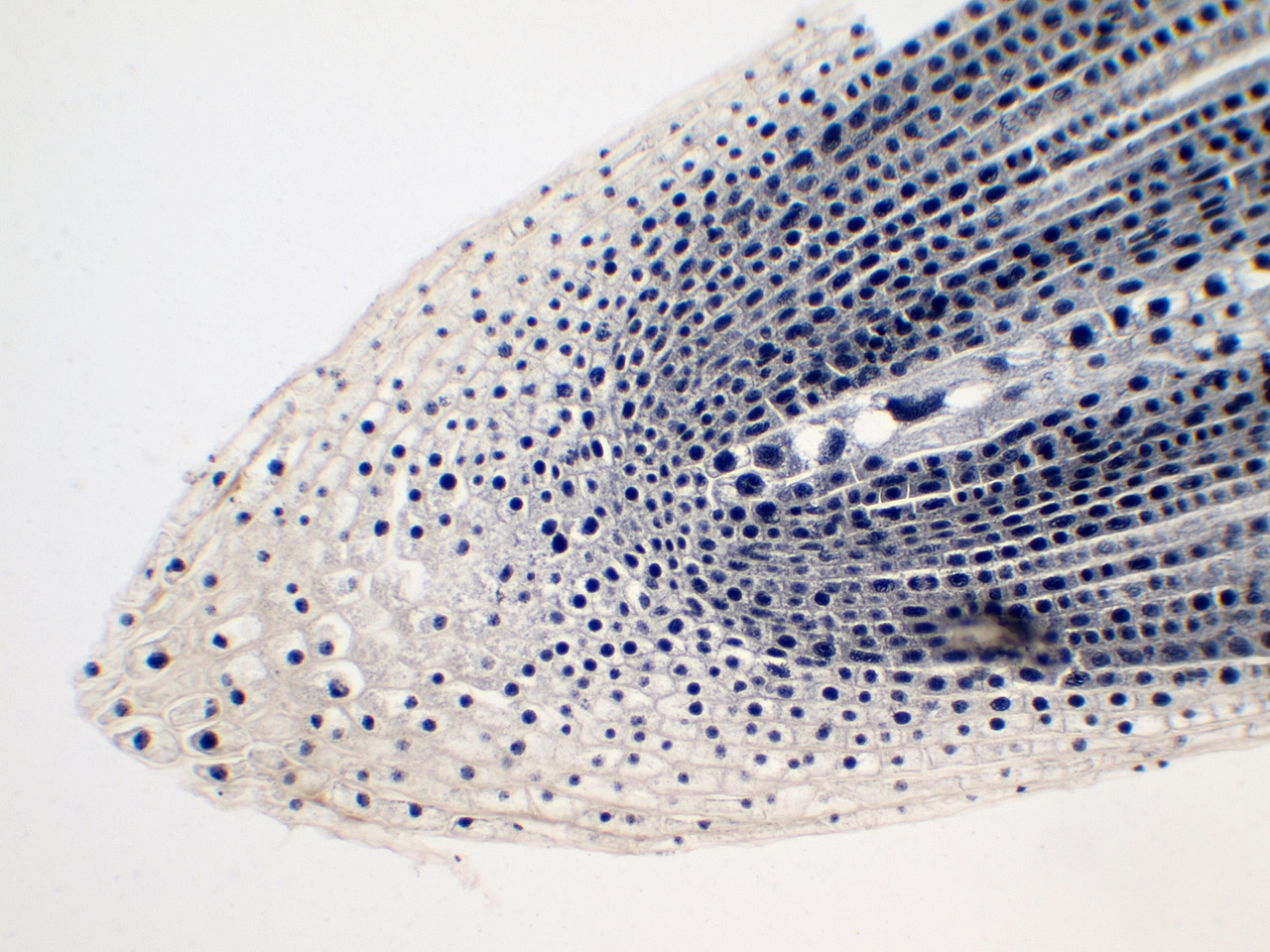
Corte longitudinal del ápice de la raíz de cebolla observado con microscopio óptico.

### Meristemo apical
En la punta de cada raíz en crecimiento hay una cobertura cónica llamada meristemo apical. Usualmente no es visible a simple vista y consiste en tejido blando no diferenciado. La caliptra recubre, protegiéndolo, al tejido meristemático o de crecimiento, por cuya proliferación por mitosis se originan las células que, tras su diferenciación, forman la estructura adulta de la raíz. Detrás del meristemo se encuentran: parénquima, tejidos vasculares y, en aquellas raíces que se deben engrosar en años sucesivos, meristemos remanentes, responsables del crecimiento secundario.
El meristemo apical provee de protección mecánica a las células meristemáticas cuando la raíz crece a través del suelo. Estas células son destruidas por el crecimiento de la raíz y la fricción con el suelo, pero son rápidamente reemplazadas por células nuevas generadas por división celular en la cara externa del meristemo de la raíz. La caliptra también está implicada en la producción de mucílago, que es una substancia gelatinosa que cubre a las células meristemáticas recién formadas. Estas células contienen estatolitos, que son granos de almidón que se hallan dentro de la célula y son muy densos, por lo que se mueven en respuesta a la fuerza de la gravedad, proporcionando a la raíz la información necesaria para su crecimiento.

### Epidermis

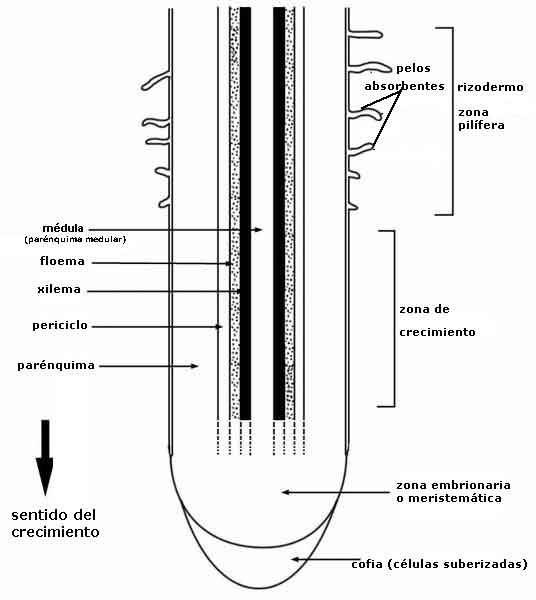
Corte longitudinal de una raíz : principales tejidos.

La superficie externa de la raíz es llamada epidermis. Células epidermales nuevas absorben agua del medio ambiente circundante y producen unos vellos o pelos radiculares los cuales incrementan el área de absorción de agua de la célula epidermal. Los pelos radiculares son muy delicados y generalmente tienen una vida corta de algunos días. Cuando la raíz crece produce nuevos pelos radiculares para reemplazar a los que van muriendo. El proceso que las plantas utilizan para absorber agua del suelo se llama ósmosis. Este proceso utiliza la mayor concentración de sal dentro de la raíz comparada con el contenido de sal del suelo para atraer agua hacia la raíz. Por esta razón las plantas tienen mucha dificultad para absorber agua salina.

### Córtex
Bajo la epidermis encontramos al córtex que comprende a la mayor parte de la raíz. La función principal del córtex es la de almacenar almidón. Los espacios intercelulares en el córtex permiten el aireamiento de las células, lo cual es muy importante para la respiración.

## Endodermis

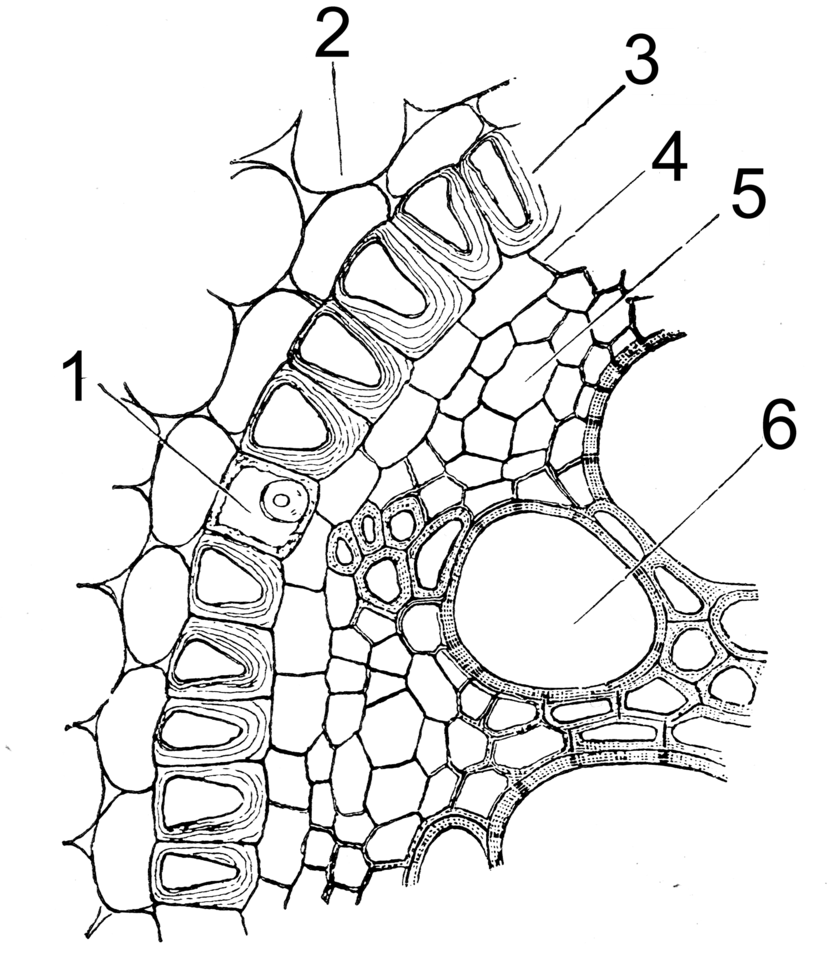
1.Célula de paso (Endodermis), 2.Célula del parénquima cortical (Córtex), 3.Células con engrosamiento en forma de U (Endodermis), 4.Células del periciclo, 5.Células del floema, 6.Elemento de vaso del xilema

La endodermis es una capa delgada formada por células pequeñas y se encuentra en la parte más interior del córtex, alrededor del tejido vascular. Las células que conforman la endodermis contienen una substancia llamada suberina la cual sirve para crear una especie de barrera impermeable, esta barrera se conoce como banda de caspari, la suberina se dispone transversalmente en la capa de células que forman la banda, en la parte exterior y vía apoplasto queda delimitado el espacio libre de la raíz. El agua solamente puede fluir en una dirección a través de la endodermis: hacia adentro o en otras palabras hacia el centro de la raíz.

### Cilindro vascular
El cilindro vascular o estela (llamado stele en inglés) comprende todo lo que se encuentra dentro de la endodermis. La parte externa es llamada también periciclo y rodea al auténtico cilindro vascular. En plantas monocotiledóneas el xilema y el floema están distribuidos al azar alrededor del centro del cilindro vascular. En Eudicotiledóneas las células de xilema están juntas formando una sola estructura.

## Crecimiento

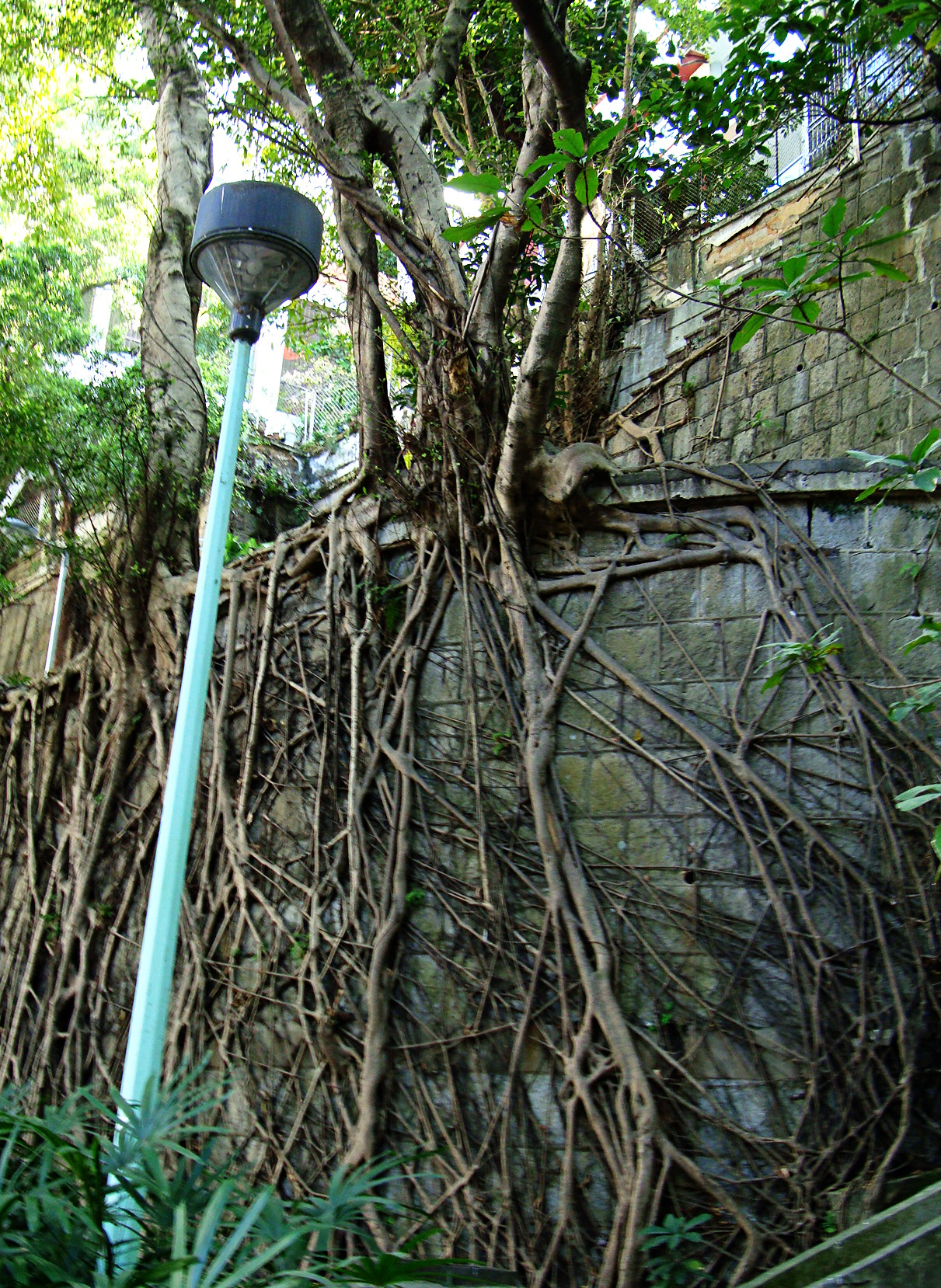
Raíces de árboles.

El crecimiento temprano de la raíz es una de las funciones del meristemo apical situado cerca de la punta de la raíz. Las células del meristemo se dividen de forma más o menos continua, produciendo más meristemo, células del capuchón radicular (que se sacrifican para proteger el meristemo) y células radiculares indiferenciadas. Estas últimas se convierten en los tejidos primarios de la raíz y primero experimentan elongación, un proceso que empuja la punta de la raíz hacia delante en el medio de cultivo. Gradualmente estas células se diferencian y maduran en células especializadas de los tejidos de la raíz.
El crecimiento a partir de meristemos apicales se conoce como crecimiento primario, que engloba toda la elongación.
El crecimiento secundario engloba todo el crecimiento en diámetro, un componente principal de los tejidos de las plantas leñosas y de muchas plantas no leñosas. Por ejemplo, las raíces de almacenamiento del boniato tienen crecimiento secundario pero no son leñosas. El crecimiento secundario se produce en los meristemos laterales, a saber, el cambium vascular y el cambium de corcho. El primero forma xilema secundario y floema secundario, mientras que el segundo forma el peridermo.
En las plantas con crecimiento secundario, el cambium vascular, que se origina entre el xilema y el floema, forma un cilindro de tejido a lo largo del tallo y la raíz. El cambium vascular forma nuevas células tanto en el interior como en el exterior del cilindro de cambium, formando las del interior células de xilema secundario, y las del exterior células de floema secundario. A medida que se acumula el xilema secundario, aumenta la «circunferencia» (dimensiones laterales) del tallo y la raíz. Como resultado, los tejidos más allá del floema secundario, incluyendo la epidermis y la corteza, en muchos casos tienden a ser empujados hacia el exterior y, finalmente, se desprenden.
En este punto, el cambium del corcho comienza a formar la peridermis, que consiste en células protectoras de corcho. Las paredes de las células de corcho contienen suberina engrosada, que es un biopolímero complejo extracelular. Los espesamientos de suberina actúan proporcionando una barrera física, protección frente a patógenos y evitando la pérdida de agua de los tejidos circundantes. Además, también ayuda al proceso de cicatrización de heridas en las plantas.  También se postula que la suberina podría ser un componente de la barrera apoplástica (presente en las capas celulares externas de las raíces) que impide la entrada de compuestos tóxicos en la raíz y reduce la pérdida radial de oxígeno (ROL) del aerénquima durante el encharcamiento.  En las raíces, el cambium corchoso se origina en el periciclo, un componente del cilindro vascular.
El cambium vascular produce anualmente nuevas capas de xilema secundario. Los vasos del xilema están muertos en la madurez (en algunos) pero son responsables de la mayor parte del transporte de agua a través del tejido vascular en tallos y raíces.

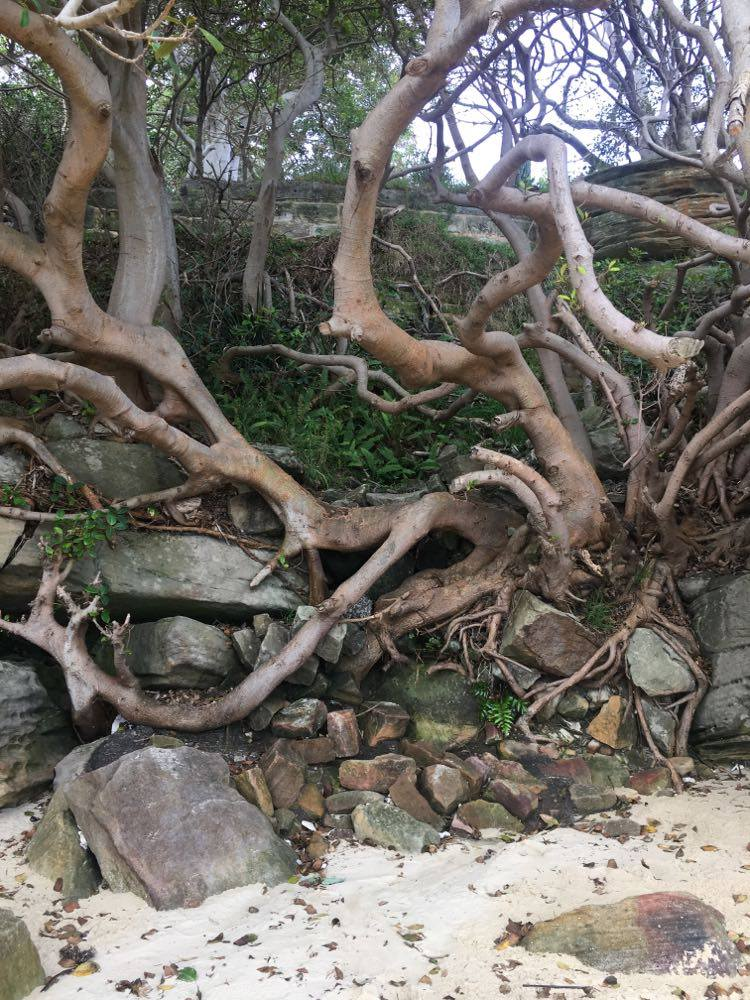
Raíces de árboles en Port Jackson.

Las raíces de los árboles suelen crecer hasta tres veces el diámetro de la extensión de las ramas, de las que sólo la mitad se encuentran bajo el tronco y la copa. Las raíces de un lado de un árbol suelen suministrar nutrientes al follaje del mismo lado. Sin embargo, algunas familias, como Sapindaceae (la familia del arce), no muestran correlación entre la ubicación de las raíces y el lugar de la planta donde suministran nutrientes.

### Regulación
Existe una correlación de raíces utilizando el proceso de percepción de la planta para sentir su entorno físico para crecer, incluyendo la detección de luz, y barreras físicas. Las plantas también perciben la gravedad y responden a través de vías de auxina, dando lugar al gravitropismo. Con el tiempo, las raíces pueden agrietar los cimientos, romper las tuberías de agua y levantar las aceras. Las investigaciones han demostrado que las raíces tienen la capacidad de reconocer raíces «propias» y «ajenas» en el mismo entorno de suelo.
El entorno correcto de circulación de aire, nutrientes minerales y agua hace que las raíces de las plantas crezcan en cualquier dirección para satisfacer sus necesidades. Las raíces rehuirán o se encogerán cuando estén secas u otras malas condiciones del suelo. El gravitropismo dirige las raíces para que crezcan hacia abajo en germinación, el mecanismo de crecimiento de las plantas que también hace que el brote crezca hacia arriba.
Los diferentes tipos de raíces, como las primarias, seminales, laterales y de corona, se mantienen en diferentes ángulos gravitrópicos de consigna, es decir, la dirección en la que crecen. Investigaciones recientes muestran que el ángulo de la raíz en cultivos de cereales como la cebada y el trigo está regulado por un nuevo gen llamado Gravitropismo Mejorado 1 (EGT1).  
Las investigaciones indican que las raíces de las plantas que crecen en busca de una nutrición productiva pueden percibir y evitar la compactación del suelo mediante la difusión del gas etileno.

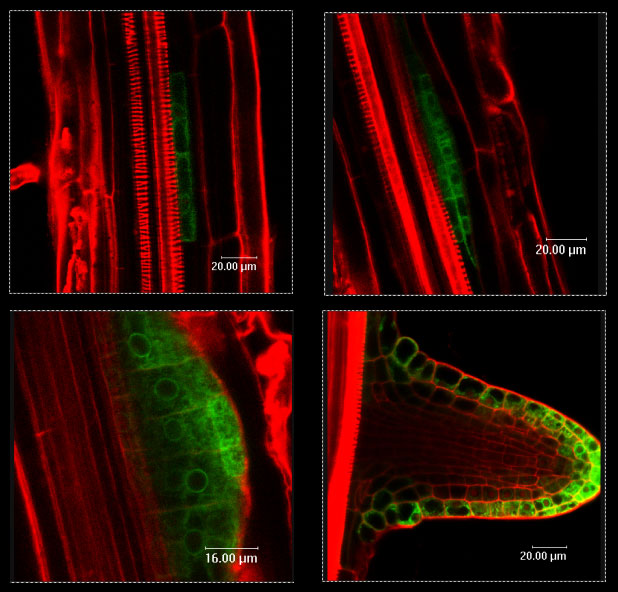
Imagen fluorescente de una raíz lateral emergente